# Margherita Flor
Grethe (Margherita) Thygesen f. Flor (5. oktober 1900 på Frederiksberg – 16. marts 1991) var en dansk operasangerinde (sopran). Ansat på Det Kongelige Teater frem til 1949. Gift med operasangeren Thyge Thygesen og mor til Marianne Flor. Begravet på Søllerød Kirkegård.